# Clan MacKintosh
Le Clan MacKintosh est un clan écossais des Highlands. Le clan MacKintosh a une histoire commune avec la Confédération Chattan.

## Histoire

### Origine du clan
Selon une tradition, l'histoire des MacKintosh commence avec un certain Shaw ou avec MacDuff, le fils cadet du 3e comte de Fife. Le fils de MacDuff obtint les terres de Petty et de Breachley dans la région d'Inverness pour avoir aidé le Roi Malcolm IV d'Écosse. Après avoir assumé le nom « Mac-an-Toisch », qui veut dire « Fils du Chef », il créa son propre clan.
Toutefois le « manuscrit Gaelic MS de 1450, issu de la Collectanea de Rebus Albanicis », dédié aux généalogies des Clans des Hihglands, édité par William Forbes Skene, donne comme ancêtre, de manière plus crédible, aux MacKintosh « Gillachattan Mor » le fondateur éponyme bien connu du Clan Chattan.
Shaw, fils de Duncan MacDuff, avait accompagné le Roi Malcolm IV d'Écosse à Morayshire pour mater la rébellion en 1160. En 1163, il lui a été accordé une terre dans la vallée de Findhorn. En 1179, après la mort de Shaw, son fils Shaw devient chef et est confirmé par Guillaume Ier dit le Lion.

### Guerre Écossaise-Norvégienne
Le Clan MacKintosh a combattu à la bataille de Largs en 1263 avec l'aide du Roi Alexandre III d'Écosse contre le Roi Haakon IV de Norvège. Le 5e Chef du clan MacKintosh, Farquhar, y trouva la mort. D'autres sources indiquent qu'il a été tué dans un duel en 1265, laissant à son fils Angus la charge de Chef du clan.
En 1291, Angus, 6e Chef du clan MacKintosh, se marie à Eve, l'héritière du clan Chattan. Ce mariage a apporté les terres de Glenloy et de Loch Arkaig du clan Chattan au clan MacKintosh. Depuis ce temps, le clan Chattan a été dominé par les MacKintosh. Ceci a été contesté sans succès par les MacPherson.

### Guerres de l'indépendance écossaise
Le Chef Angus MacKintosh plus tard a aidé Robert Bruce pendant la guerre d'indépendance. Il a mené le clan contre les Anglais à la bataille de Bannockburn en 1314. Il a été placé 2e dans la liste des Chefs, établie par le Général Stewart de Garth, en tant que participant à cette bataille.

### XIVesiècle& conflits entre clans
Le Clan MacKintosh a été impliqué dans beaucoup de batailles de clans, la plupart du temps contre le Clan Cameron avec lequel ils ont eu une grande rivalité durant 350 ans.
- À la bataille de Drumlui en 1337, c'était une dispute entre le clan MacKintosh et le Clan Cameron combattant pour des terres à Glenlui et Loch Arkaig. Les terres précédemment avaient été possédées par les Cameron pendant de nombreuses années jusqu'à ce qu'elles aient été exigées par William MacKintosh, le fils d'Angus, le 6e Chef du Clan MacKintosh. Les MacKintosh leur ont déclaré la guerre et une bataille a eu lieu à Drumlui. Les Cameron, sous la conduite de leur Chef Donald Alin Mhic Evin, ont été battus. Cette bataille a amené une longue et durable inimitié entre les deux clans qui se sont combattus.

- Lors de la Bataille de Invernahoven qui se déroula de 1370 à 1387, les Cameron au nombre d'environ 400 hommes retournaient chez eux avec le butin qu'ils avaient acquis après une incursion à Badenoch. Ils ont été rattrapés à Invernahavon par un groupe d'hommes de la Confédération de Chattan mené par Lachlan, seigneur des MacKintosh. Les forces de la Confédération de Chattan, comprenait des MacKintosh, des Davidson et des MacPherson. En raison d'un désaccord de savoir si les Davidson ou les MacPherson allaient occuper l'aile droite, qui est un poste d'honneur, les MacPherson se sont alors retirés, dégoûtés, de cette coalition. Les troupes de la Confédération de Chattan étaient en surnombre par rapport à celles des Cameron, mais avec la perte des MacPherson, les Cameron avaient renversé le rapport de force. La bataille a donc eu comme conséquence une défaite pour la Confédération du Clan Chattan (MacKintosh et Davidson). On dit qu'un allié des Cameron connu sous le nom de Charles MacGilony a mené le clan dans la bataille et est censé avoir changé l'issue de la bataille en un jour grâce à son habileté d'archer. Le matin suivant les MacPherson ont changé d'avis et ont décidé de rejoindre de nouveau la Confédération de Chattan en attaquant les Cameron avec une telle vigueur qu'ils ont changé la défaite en victoire et ont mis les Cameron en déroute vers Drumouchter, qui borde l'extrémité du Loch Ericht, et puis à l'ouest dans la direction du fleuve Treig. Les MacKintosh plus tard ont clamé que les MacPherson ont été encouragés dans la bataille par un homme du clan MacKintosh qui s'est tourné vers le haut du camp des MacPherson en prétendant être du Clan Cameron et en traitant les MacPherson de lâches. Les MacPherson ont alors attaqué le camp des Cameron y faisant un redoutable carnage, tuant même l'archer extraordinaire Charles MacGilony en un endroit appelé maintenant "Charle's Valley" (qui signifie "la vallée de Charles") ou en Gaélique "Coire Thearlaich".

- La bataille du North Inch (en), en 1396, au lendemain de la bataille d'Invernahoven. Les Cameron n'ont pas attendu longtemps pour prendre leur revanche sur les MacKintosh et leur Confédération de Chattan. L'antagonisme entre eux était devenu si sanglant que le Roi Robert III fut mis au courant. Le Roi a alors envoyé deux de ses généraux dans les Highlands pour essayer de résoudre le problème. Ils ont réfléchi qu'il ne serait pas possible d'exécuter les ordres du Roi sans perte de leurs propres hommes. Le Roi a alors convoqué les deux chefs rivaux du Clan Cameron et du Clan MacKintosh ensemble et a décidé que ce serait résolu par l'épée. Le Roi a ordonné qu'une partie du fleuve près de la ville de Perth soit endiguée sous forme d'amphithéâtre avec des sièges et des bancs pour les spectateurs. Sa majesté lui-même étant juge de l'affrontement, chacun des deux chefs de clans a choisi 30 de ses meilleurs guerriers et ils ont combattu de manière si sanglante et horrible que les foules et même le Roi, lui-même, ont été saisis d'une horreur inexprimable. Quatre des MacKintosh ont survécu à la bataille mais ils étaient tous grièvement ou mortellement blessés. Un Cameron a survécu et s'est échappé en nageant à travers le fleuve Tay. Ceci fut relaté en tant que « The Battle of the thirty » ("La bataille des trente"), une épreuve de jugement par le combat, tenue sous la commande juridique du Roi en 1396, connue sous "The North Inch of Perth", par laquelle le Clan MacKintosh a regagné toutes les terres qui lui avait été prises. La bataille avait été organisée par le Roi pour mettre fin à la rivalité entre ces deux clans, mais elle n'a abouti qu'à l'exacerber et à générer plus de batailles entre eux.

### XVesiècle& conflits entre clans
- En 1411, le Clan MacKintosh avec à sa tête son 10e chef Calum Beg a combattu à la bataille de Harlaw avec beaucoup d'autres clans des Highlands appartenant à la Confédération de Chattan, qui était sous le contrôle des MacKintosh, car le chef des MacKintosh était le Capitaine de la Confédération de Chattan.

- En 1424, il y eut le conflit avec le Clan Comyn. Pendant ces temps sans loi sous Murdoch, Duc d'Albany, on dit qu'Alexandre Comyn a saisi et pendu certains jeunes gens des MacKintosh sur un monticule près du château de Rait. MacKintosh a répondu massacrant par surprise un certain nombre de Comyn dans le château de Nairn. Ensuite les Comyn ont envahi les terres des MacKintosh, ont assiégé le chef et ses proches dans leur château du Loch Moy. Ils ont fait monter les eaux du Loch à l'aide d'un barrage, afin de noyer la garnison. Les assiégés ont profité de la nuit pour détruire le barrage. Les eaux ainsi libérées ont balayé loin une grande partie de la force assiégeante des Comyn qui campaient en aval de l'ouvrage. Ainsi contrecarré, les Comyn ont projeté une vengeance plus astucieuse. Prétextant leur volonté de faire la paix, ils ont invité les hommes du chef des MacKintosh à un festin au château de Rait. La tradition dit que le chef des Comyn fit jurer à chacun de ses proches de garder le secret sur le piège. Cependant sa propre fille, amoureuse d'un MacKintosh, révéla le traquenard quand elle sut que son amoureux était menacé. Si bien que les MacKintosh sont venus au repas, où chacun s'est trouvé à la gauche d'un Comyn. Tout s'est bien déroulé jusqu'au moment choisi pour l'attaque meurtrière des Comyn, quand les MacKintosh ont soudainement pris l'initiative. À leur propre signal, chaque MacKintosh a saisi sa dague et a poignardé le Comyn voisin au cœur. Le chef des Comyn s'est enfui, devinant que le secret avait été divulgué par sa fille. Il s'est précipité une arme à la main dans les appartements de sa fille qui a alors cherché à s'échapper par la fenêtre, mais alors qu'elle était pendue à la corde, son père est apparu dans l'encadrement et avec le tranchant de son épée a coupé la corde. Elle est tombée dans les bras de son amoureux MacKintosh qui l'attendait juste en dessous. Le Chef des MacKintosh, en 1442, a ainsi rétabli son droit sur les terres ancestrales dont sa famille était privée. Ceci fut cautionné par Alexandre de Seton, Seigneur de Gordon.

- La Bataille des « allégeances brisées » en 1429, était un conflit entre les forces menées par Alexandre II MacDonald, le 3e seigneur des Îles, à cause de sa réclamation au titre de comte de Ross et l'armée royaliste du Roi Jacques Ier d'Écosse. Donald Dubh, 6e Capitaine et Chef du Clan Cameron, s'est mobilisé pour soutenir le seigneur des Îles et avec ses alliés ils ont constitué une armée de 10 000 hommes en détruisant la ville d'Inverness, et en encerclant les terres royales. Sur le chemin du retour à Lochaber, ils ont été arrêtés par le Roi Jacques Ier et sa grande armée. Donald Dubh, se trouvant opposé à son souverain, a entraîné ses hommes à abandonner du Seigneur des Îles et à rejoindre les forces du Roi. On dit que le clan MacKintosh fit de même et l'armée du Seigneur des Îles fut donc vaincue. Alexandre II MacDonald fit allégeance au Roi et ensuite fut emprisonné jusqu'en 1431.

- La Bataille de Dimanche des Rameaux en 1429. Un dimanche, jour traditionnellement réservé au culte chrétien, un massacre eut lieu à Lochaber. La Confédération de Chattan, y compris le Clan MacKintosh, a attaqué le Clan Cameron, alors rassemblé dans une église. Ils ont mis le feu à l'église et ont presque éliminé le clan entier. Ce conflit, pourrait être désigné sous le nom « The Massacre of Palm Sunday ». Beaucoup de récits font mention d'une autre bataille qui a eu lieu également à cette date, entre ces mêmes clans. Il est probable que cette action se déroula à proximité du massacre de l'église. L'histoire dit que pendant l'engagement, la plupart des MacKintosh et presque la tribu entière des Cameron ont été taillés en pièces. Cette rivalité entre les deux clans semble remonter à 1336, quand les droits aux terres de Glenlui et de Locharkaig, dans Lochaber, ont été contestés.

- Lors de la Bataille de Craig Cailloch de 1441, le Clan MacKintosh, à l'instigation d'Alexandre, Seigneur des Îles, a commencé à envahir et à piller les terres du Clan Cameron. Un conflit sanguinaire eut lieu cette année à Craig Cailloch entre le Clan Cameron et le Clan MacKintosh. Pendant les hostilités le deuxième fils du chef des MacKintosh, Lachlan « Badenoch » fut blessé et Gillichallum, son frère, fut tué.

- À Clachnaharry en 1454, John Munro tuteur de Foulis, dirigea le Clan Munro pour une incursion dans Perthshire, terres des MacKenzie. Sur le chemin du retour, avec le bétail capturé, les Munro durent passer par le pays des MacKintosh et payer un péage qui a été exigé comme de coutume. Il y eut un désaccord sur le prix et les Munro ont refusé de payer. Des Munro se sont échappés avec leur butin, poursuivis par les MacKintosh qui les ont rattrapés à Clachnaharry. Des récits disent que John Munro a envoyé devant 50 hommes avec le butin, tandis que les 300 Munro restants sont restés derrière pour se battre. Dans le combat qui s'ensuivit, le Chef du Clan MacKintosh fut tué avec la majeure partie de ses hommes. John Munro fut laissé pour mort sur le champ de bataille. On dit qu'il fut recueilli par une vieille femme après la bataille et soigné avant d'être remis au Seigneur Lovat qui l'a reconduit dans ses foyers. Le monument de Clachnaharry construit en 1820 était de 15 m de hauteur mais a été détruit par la foudre en 1951, il y a des projets de reconstruction.

- L'incursion à Ross-shire en 1491. Ewen Cameron XIII, chef du Clan Cameron, accompagné d'une grande troupe de Cameron, rejoints par Alexandre MacDonald de Lochalsh, le Clan Ranald de Garmoran et Lochaber, et la Confédération de Chattan, avec qui ils avaient pactisé participèrent à une incursion dans le comté du Ross-shire. Pendant l'incursion ils se sont confrontés au Clan MacKenzie de Kintail. Ils ont alors avancé de Lochaber à Badennoch où ils ont été joints par le clan MacKintosh. Ils ont alors rejoint Inverness où ils ont donné l'assaut au château d'Inverness et MacKintosh y a placé une garnison. À cette époque les Seigneurs de Lochalsh semblent avoir eu des créances importantes des Cameron vis-à-vis d'eux pour les suivre sur le champ de bataille. Ils avaient le contrôle, sous la souveraineté du Seigneur des Îles, des terres de Lochiel dans le Lochaber et en plus des créances une alliance étroite de mariage (Ewen a épousé la fille de Celestine de Lochalsh). Ceci servirait à expliquer la participation mutuelle tout à fait peu commune sous la même bannière des Cameron et les MacKintosh dans cette incursion.

### XVIesiècle& conflits entre clans
- Lors de la Bataille de Bun Garbhain en 1570, Donald Dubh Cameron, XV Chef du Clan Cameron, est mort, laissant son jeune fils à la tête du clan. Le Chef du Clan MacKintosh, à la tête de 200 hommes, envahit les terres des Cameron près du Loch Arkaig. Les MacKintosh s'étaient approchés par Lochielside où, ne rencontrant aucune résistance, ils ont établi le camp pour la nuit. Le jour suivant le Chef des MacKintosh a mené ses hommes près de Beinn an t-sneachda et a approché le Loch Arkaig par le sud. Découvrant leur mouvement, placés avec une position forte sur un flanc de coteau, les hommes du Clan Cameron les attendaient de pied ferme. Une bataille sanglante eut lieu, où bien que moins nombreux, les Cameron prirent l'avantage et le champ de bataille fut très vite jonché de MacIntosh morts ou blessés. Le reste de leur armée a été dispersé. MacKintosh battit en retraite avec ses hommes jusqu'à l'extrémité du Loch Eil au rivage d'Ardgour et y a rassemblé ses troupes. Les Cameron étaient sur leurs talons et un deuxième engagement eut donc lieu, avec des résultats semblables à la première bataille. Durant cette action le Chef des MacKintosh est censé avoir été tué quand une énorme hache de Lochaber l'a fait tomber à terre. Ses compagnons ont récupéré leur chef mourant et sont retournés à Bun Garbhain (Bun Garvan). Les deux camps ont rassemblé leurs forces, avant l'engagement pour la nuit. Les MacKintosh ont dressé un camp dans un petit creux appelé Cuil nan Cuileag et ont pensé qu'ils y étaient en sécurité. Cependant, les Cameron n'en avaient pas terminé avec leurs ennemis mortels, ils ont donné l'assaut au campement et leur sont tombés dessus. Pas un seul MacKintosh n'en réchappa et la victoire des Cameron fut absolue. La mère du jeune Chef du Clan Cameron était une MacKintosh. Après la bataille elle a été bannie pour toujours de Lochaber.

- En 1592, le Clan MacKintosh a détruit le château de Auchindoun qui appartenait au Clan Cochrane.

- La bataille de Glenlivet en 1594. Le 16e Chef du Clan Cameron appelé Allen Cameron a mené le clan quand ils ont combattu et ont battu le Clan MacKintosh. Les Cameron ont pris le parti du Comte de Huntly dont les forces ont inclus le Clan Gordon, Comyn/Cumming et d'autres. Les MacKintosh ont pris le parti du comte d'Argyll dont les forces ont inclus le Clan Campbell, Atholl et d'autres de la Confédération de Chattan telle que le Clan Forbes. Les Cameron ont poursuivi leurs ennemis avec une grande ardeur. La Confédération de Chattan et ses alliés ont été largement battus.

### XVIIesiècle& conflits entre clans
- Lors de l'attente aux gués d'Arkaig en 1665, les chefs de Clan du Clan MacKintosh et du Clan Cameron ont été convoqués par la Cour Privée pour résoudre le conflit à propos des terres près du Loch Arkaig une fois pour toutes. Tandis que MacKintosh fut reconnu pour avoir le droit légal, Cameron fut déclaré en être le propriétaire. Cameron eut l'injonction de payer à MacKintosh une grande somme d'argent pour la terre mais MacKintosh refusa. Peu après le Clan MacKintosh avec la Confédération de Chattan a rassemblé une armée de 1500 hommes. Les Cameron avaient soulevé une force d'approximativement 1000 hommes qui ont pris une position défensive à Achnacarry. Le biographe des Cameron a écrit qu'il y avait 900 hommes armés avec des fusils et des sabres et plus de 300 hommes armés avec des arcs. Il a semblé que la bataille pour solder toutes les batailles entre ces deux vieux adversaires était sur le point de débuter. Cependant, juste quand le Clan Cameron allait commencer son attaque, le puissant Clan Campbell et son Chef sont apparus. John Campbell, Chef des Campbell était accompagné de 300 hommes et avait annoncé qu'il combattrait contre n'importe quel camp qui engagerait les hostilités. Le Chef des Cameron, Ewen, retira bientôt toutes ses troupes. En conséquence une des rivalités les plus sanglantes de l'histoire écossaise s'est terminée après 360 ans. Le 20 septembre 1665 un contrat a été signé par les deux Chefs du Clan Cameron et du Clan MacKintosh, Cameron acceptant d'acheter les terres de MacKintosh. Alors à un endroit appelé Clunes, 24 hommes de chaque côté se sont rencontrés, face à face, et se sont serré la main pour la première fois depuis des générations. Ils ont échangé leurs épées comme marque de réconciliation et ont bu ensemble.

- Lors de la Bataille de Mulroy de 1668, le Clan Cameron et le Clan MacKintosh étaient en paix et le Chef des Cameron, Sir Ewen, était responsable de maintenir la paix entre ses hommes et leurs anciens ennemis. Cependant, quand le Chef, Sir Ewen Cameron, partit à Londres, un conflit éclata entre le Clan Donald et leurs ennemis le Clan MacKintosh et le Clan MacKenzie. Le Chef des Cameron absent, il n'était pas en mesure de retenir son clan et les forces combinées de Cameron et de MacDonald ont battu les MacKintosh et les MacKenzie.

### XVIIIesiècle& le soulèvement jacobite
- À la bataille de Sherrifmuir en 1715, le Clan MacKintosh a combattu en tant que Jacobites le 6 septembre 1715.

- Le Clan MacKintosh a supporté les Jacobites et a combattu contre l'armée britannique à la bataille de Culloden en 1746. En dépit du fait que le Chef des MacKintosh était un commandant dans le régiment britannique "Black Watch" tandis qu'il était loin en service, son épouse a rassemblé le Clan MacKintosh et s'est assurée qu'ils combattent du côté du Jacobites.

## Profil du Clan
- Nom Gaélique: Mac-an-Toiseach
- Origine: Gaelic 'Toiseach' - Chef ou Capitaine. Selon les historiens de clan, le premier Chef du Clan était Shaw, deuxième fils de Duncan, Comte de Fife, Maison Royale de Dalriada. Ils ont donc pensé que le nom signifiait "fils du Chef".
- Badge: Un chat-une-montagne approprié gardant saillant.
- Devise: Touch not the Cat bot a Glove ("Ne touche pas le chat sans gants") & Loch Moigh - Cri de rassemblement

## Chefs du Clan
- Farquhar ou Ferquhard 5e chef † 1263/1265 ;
- Angus 6e chef soutient Robert Bruce † 1345 ;
- William 7e chef en 1345 † 1368 ;
- Lachlan 8e chef † 1407 ;
- Ferquhard 9e chef abdique ;
- Malcolm dit Calum Beg 10e chef vers 1427, † 1464 ;
- Duncan 11e chef † 1495 ;
- Ferquhard 12e chef en titre en 1495 ;
- William 13e chef de facto † 1515 ;
- Lachlan Beg (i.e: le petit) 14e chef entre 1515 et 1524 ;
- William 15e chef à partir de 1524 † 1550 ;
- Lachlan 16e chef † 1606 ;
- Lachlan 17e mort † 1622 ;
- William 18e chef † 1660 ;
- Lachlan 19e chef mort † 1704 ;
- commandant Lachlan 20e chef † 1731 ;
- William 21e chef † 1740 ;
- Angus 22e chef. En 1746 il commande une compagnie de la Black Watch pour le gouvernement anglais pendant que sa femme la « colonelle Anne » soulève le clan pour la défense de Bonnie Prince Charlie.

Le 31e chef actuel est John Lachlan MacKintosh de MacKintosh, il est Chef depuis 1995.

## Septs du Clan
Les septs du Clan MacKintosh sont:
- Adamson
- Ayson
- Clark
- Combie
- Crerar
- Dallas
- Doles
- Elder
- Esson
- Glen
- Glennie
- Hardie
- Hardy
- MacAndrew
- MacAy
- MacCardney, dont fait Paul McCartney, en tant que descendant de John MacCardney, fils d'Andrew MacIntosh.
- McCombie
- MacCombie
- MacCombe
- MacComie
- M'Conchy
- MacGlashan
- MacHardie
- MacHardy
- MacHay
- MacKeggie
- M'Killican
- MacNiven
- MacOmie
- MacRitchie
- MacThomas
- Niven
- Noble
- Paul
- Ritchie
- Seawright
- Siveright
- Shaw
- Tarrill
- Tosh
- Toshach

## Tartan

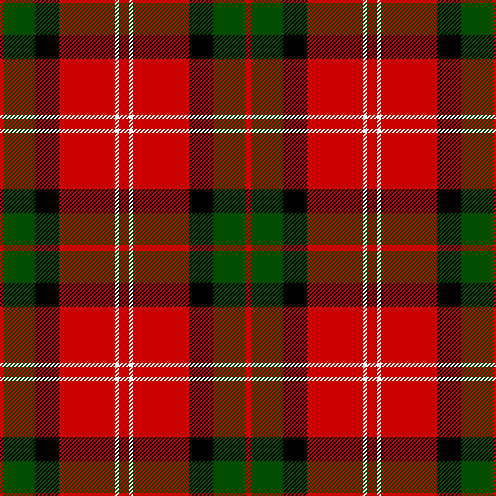
Makyntosche tartan, publié en 1842 dans le Vestiarium Scoticum.